# Zé Marcos
Zé Marcos, pseudonimo di José Marcos Alves Luis (Americana, 1º febbraio 1998), è un calciatore brasiliano, difensore del Vitória.

## Caratteristiche tecniche
È un difensore centrale che può essere utilizzato anche come terzino sinistro.

## Carriera

### Club
Zé Marcos è cresciuto nel settore giovanile dell'Athl. Paranaense, che ha lasciato il 7 luglio 2017 per firmare un quinquennale con lo Stella Rossa. Nel gennaio del 2018 è passato in prestito al Rad Belgrado ed il 17 febbraio ha giocato il suo primo incontro nel calcio professionistico contro il Radnik Surdulica. Il 3 marzo seguente ha segnato il suo primo gol nel successo per 3-0 sul Borac Čačak. Rientrato alla Stella Rossa, l'ultimo giorno del calciomercato estivo ha fatto ritorno al Rad in prestito fino a dicembre. Nel gennaio del 2019 è passato in prestito al Grbalj per sei mesi.
Nell'estate del 2019 ha fatto ritorno in Brasile dove ha firmato con l'Avaí. Il 27 settembre ha debuttato in Série A nell'incontro perso 6-1 contro il Grêmio. Nel 2021 è stato ceduto al Criciúma dove è rimasto per una stagione e mezza prima di cambiare nuovamente casacca passando alla Juventude.

### Nazionale
Nel 2015 ha partecipato con il Brasile Under-17 al campionato sudamericano ed al campionato mondiale.

## Statistiche

### Presenze e reti nei club
Statistiche aggiornate al 14 giugno 2024.
| Stagione        | Squadra         | Campionato      | Campionato | Campionato | Coppe nazionali | Coppe nazionali | Coppe nazionali | Coppe continentali | Coppe continentali | Coppe continentali | Altre coppe | Altre coppe | Altre coppe | Totale | Totale | Totale |
| Stagione        | Squadra         | Comp            | Pres       | Reti       | Comp            | Pres            | Reti            | Comp               | Pres               | Reti               | Comp        | Pres        | Reti        | Pres   | Reti   |        |
| --------------- | --------------- | --------------- | ---------- | ---------- | --------------- | --------------- | --------------- | ------------------ | ------------------ | ------------------ | ----------- | ----------- | ----------- | ------ | ------ | ------ |
| gen.-giu. 2018  | Rad Belgrado    | SL              | 7          | 1          | CS              | 0               | 0               |                    | -                  | -                  |             | -           | -           | 7      | 1      |        |
| 2018-gen. 2019  | Rad Belgrado    | SL              | 0          | 0          | CS              | 0               | 0               |                    | -                  | -                  |             | -           | -           | 0      | 0      |        |
| gen.-giu. 2019  | Grbalj          | 1L              | 13         | 1          | CM              | 0               | 0               |                    | -                  | -                  |             | -           | -           | 13     | 1      |        |
| 2019            | Avaí            | PD/SC+A         | 0+3        | 0          | CB              | 0               | 0               |                    | -                  | -                  |             | -           | -           | 3      | 0      |        |
| 2020            | Avaí            | PD/SC+B         | 5+5        | 1+0        | CB              | 1               | 0               |                    | -                  | -                  |             | -           | -           | 11     | 1      |        |
| 2021            | Criciúma        | PD/SC+C         | 0+1        | 0          | CB              | 0               | 0               |                    | -                  | -                  | CSC         | 3           | 1           | 4      | 1      |        |
| 2022            | Criciúma        | SD/SC+B         | 7+16       | 0+2        | CB              | 2               | 0               |                    | -                  | -                  |             | -           | -           | 25     | 2      |        |
| 2023            | Juventude       | PD/RS+B         | 0+29       | 0          | CB              | 0               | 0               |                    | -                  | -                  |             | -           | -           | 29     | 0      |        |
| 2024            | Juventude       | PD/RS+A         | 14+5       | 1+0        | CB              | 2               | 0               |                    | -                  | -                  |             | -           | -           | 21     | 1      |        |
| Totale carriera | Totale carriera | Totale carriera | 105        | 6          |                 | 5               | 0               |                    | -                  | -                  |             | 3           | 1           | 113    | 7      |        |

## Palmarès

### Club

#### Competizioni statali
- Campeonato Catarinense Série B: 1

Criciúma: 2022